# Ferula szowitsiana
Ferula szowitsiana är en växtart i släktet stinkflokor och familjen flockblommiga växter.
Arten är en perenn ört som förekommer från Turkiet i väster till Afghanistan i öster. Den beskrevs av Augustin Pyrame de Candolle 1830.